# Zeldzame beekloper
De zeldzame beekloper (Velia saulii) is een wants uit de familie van de Veliidae (Beeklopers). De soort werd het eerst wetenschappelijk beschreven door Tamanini in 1947.

## Uiterlijk
De redelijk langwerpig gevormde wants is bijna altijd ongevleugeld (apteer), incidenteel langvleugelig (macropteer) en kan 6 tot 8 mm lang worden. Het mannetje van de vleugelloze variant heeft een rand langs het achterlijf (connexivum) met rechthoekige witte vlekken op elk achterlijfssegment. Bij de vrouwtjes is de bovenrand gebogen en aan het einde naar beneden gericht. Het eerste segment van het achterlijf is, vanaf de zijkant gezien, vlak en nagenoeg net zo hoog als het connexivum. Bij de langvleugelige variant is de witte vlek op het midden van het lichaam ronder en even groot of kleiner dan de vlek achter op het lijf. De zeldzame beekloper lijkt op de gewone beekloper (Velia caprai), die heeft echter een centrale witte vlek die langwerpig ovaal is en groter dan de achterste vlek. De vlekken op het connexivum zijn driehoekig en het eerste segment van het achterlijf is duidelijk hoger dan het connexivum.

## Leefwijze
De soort kent één enkele generatie per jaar, overleeft de winter als imago en de volwassen wantsen kunnen het hele jaar waargenomen worden. Ze geven de voorkeur aan onbeschaduwde snelstromende beken waar ze jagen op kleine waterdiertjes of insecten die in het water zijn gevallen.

## Leefgebied
De wants is in Nederland, zoals de naam al aangeeft, zeldzaam. De soort komt verder voor in Europa.